# ミール大通り (モスクワ)

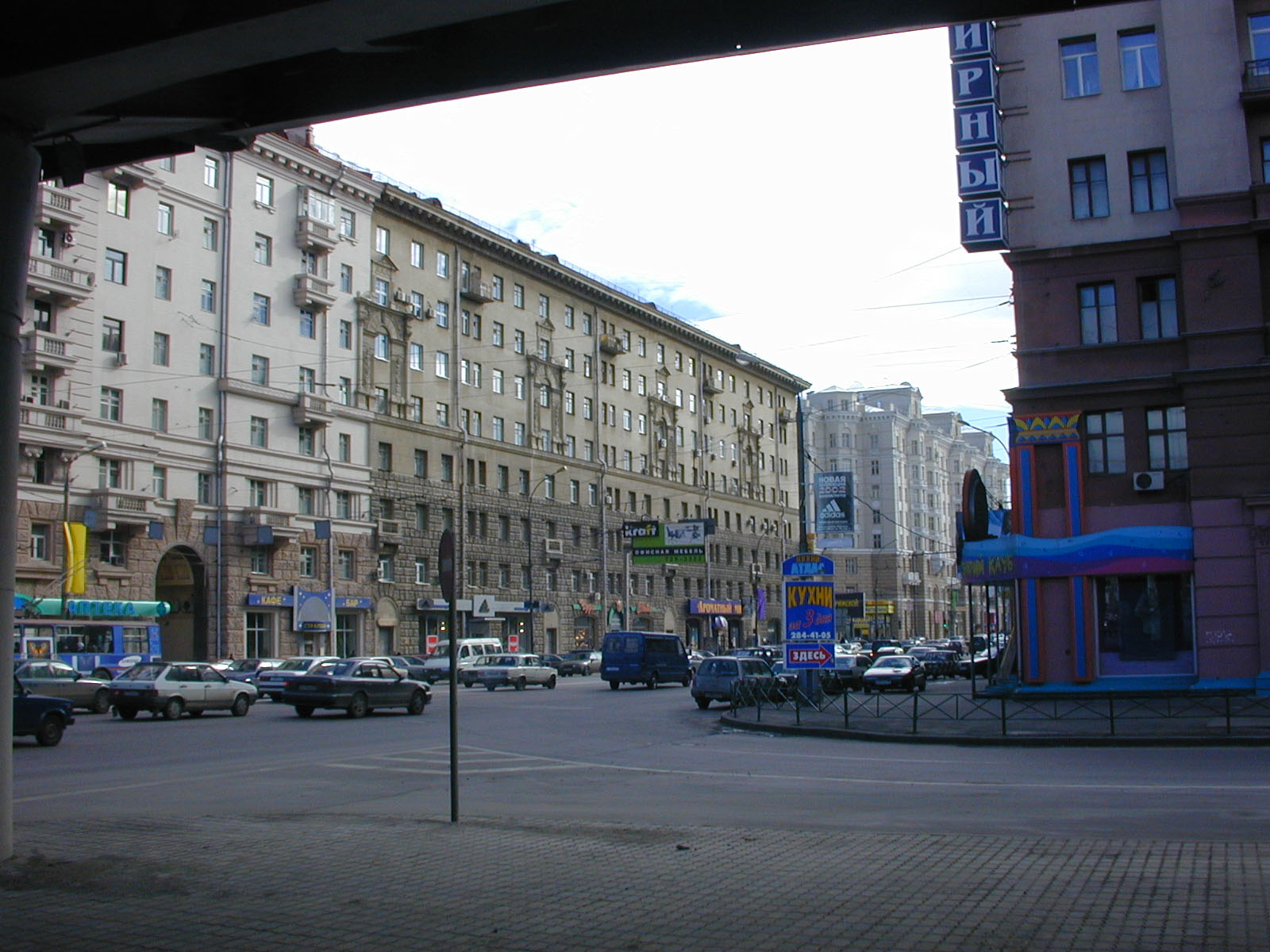
リガ駅付近のミール大通り

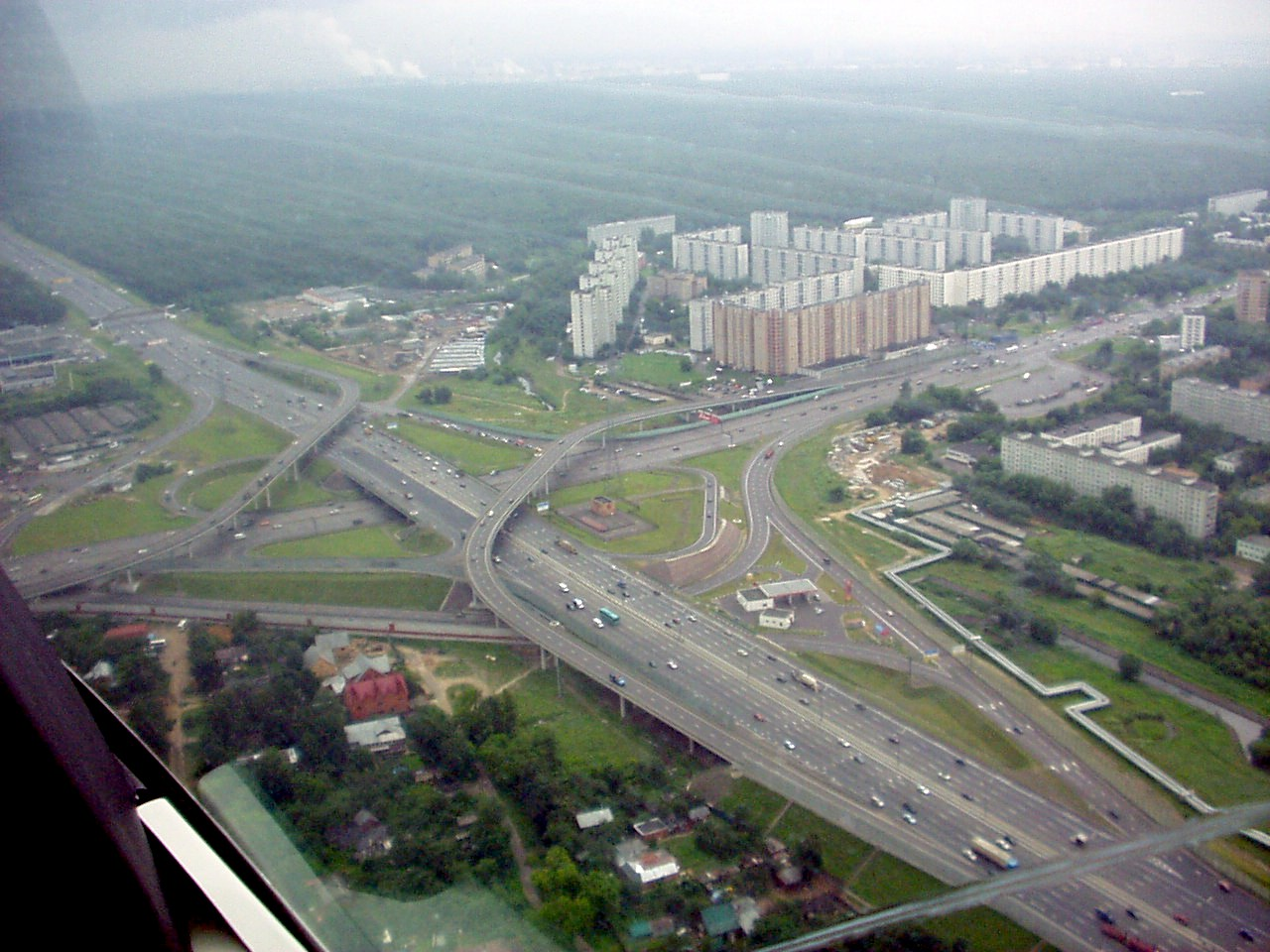
モスクワ環状道路とヤロスラーフスコエ・ショッセ（ロシア連邦道路M8）との交差点

ミール大通り（ミールおおどおり、ロシア語: Проспект Мира、英語: Mir Avenue）または平和大通り  は、ロシア・モスクワ市中心から北へ向かう、8.9kmの比較的長い大通りで、その先はヤロスラーヴリを通り、アルハンゲリスクへ達するロシア連邦道路M8となっている。

## 市内を北へ向かう大通り
ミール大通りはロシア・モスクワ市内を北方向へ向かう大通りで、ルビャンカ広場から出て、地下鉄6号線スハレフスカヤ駅付近でサドーヴォエ環状道路と交差し、プロスペクト・ミーラ地下鉄駅（近くに日本大使館あり）、リガ鉄道駅、ヴェデンハ地下鉄駅（近くに宇宙飛行士記念博物館あり）を通り、モスクワ環状道路まで達する。その先はヤロスラーヴリを通るロシア連邦道路M8となり、はるか白海沿岸のアルハンゲリスク、セヴェロドヴィンスクまで行くようになる。
モスクワ市内から「黄金の環」のセルギエフ・ポサード、ヤロスラーヴリなどへのバス観光には通る道である。

## 短史
この道路は12世紀ごろからヤロスラーヴリへの道となっていた。17世紀ごろから、沿道にはポーランド人が多く住み、以前この道は「メシュチャンスカヤ通り」と呼ばれていたのはポーランド語の「mieszczanie」（町の人々）からきている。
ソビエト時代には、1936年に「ソ連国民経済達成博覧会」（ВДНХ）が建設された時に、メシュチャンスカヤ通りの大幅改修工事が行われている。
大祖国戦争後の1949年、この道路沿いに800本のポプラが植えられた。1957年の第6回「世界青年学生祭典」（標語：平和と友好）の時に「ミール大通り」（平和大通り）と改名された。1958年、この道路に沿って地下鉄カルーシュスコ＝リーシュスカヤ線が開通した。
1960年代から、沿道に宇宙飛行士通り、宇宙征服者のオベリスク、宇宙飛行士記念博物館が作られている。

## 参照項目
- ロシア連邦道路M8
- モスクワの道路
- 黄金の環